# Coppa del Generalissimo 1959-1960
La Copa del Generalísimo 1959-1960 fu la 56ª edizione della Coppa di Spagna. Il torneo iniziò il 22 novembre 1959 e si concluse il 26 giugno 1960. La finale si disputò allo Stadio Santiago Bernabéu di Madrid dove l'Atlético Madrid vinse la sua prima Coppa di Spagna.

## Formula
In questa edizione, come nella precedente, presero parte tutte le squadre di Primera División e di Segunda División. Le sedici squadre di Primera División furono qualificate direttamente per i sedicesimi.

## Squadre partecipanti

### Primera División

#### 16 squadre
| - Athletic Bilbao - Atlético Madrid - Barcellona - Real Betis - Elche - Espanyol | - Granada - Las Palmas - Osasuna - Real Madrid - Real Oviedo | - Real Saragozza - Real Sociedad - Siviglia - Valencia - Real Valladolid |

### Segunda División

#### 32 squadre
| - Alavés - CA Almeria - Badajoz - Barakaldo - Baskonia - Cadice - Celta Vigo - Ceuta Sport | - CD Condal - Córdoba - Deportivo La Coruña - Extremadura - Indautxu - Leonesa - Levante - Maiorca | - Valencia Mestalla - Ourense - Plus Ultra - Racing Ferrol - Racing Santander - Rayo Vallecano - Real Avilés - Real Jaén | - Real Murcia - Recreativo Huelva - Sabadell - San Fernando - Sestao Sport - Sporting Gijón - Tenerife - Terrassa |

## Primo turno
|                   | Risultato |                     | Andata | Ritorno | Spareggio     |  |
| ----------------- | --------- | ------------------- | ------ | ------- | ------------- |  |
| Real Avilés       | 1 - 4     | Plus Ultra          | 0 - 1  | 1 - 3   |               |  |
| Barakaldo         | 3 - 0     | Valencia Mestalla   | 2 - 0  | 1 - 0   |               |  |
| Alavés            | 5 - 5     | Ceuta Sport         | 5 - 2  | 0 - 3   | 0 - 1         |  |
| CA Almeria        | 2 - 4     | Deportivo La Coruña | 2 - 1  | 0 - 3   |               |  |
| Cadice            | 3 - 5     | Sabadell            | 3 - 0  | 0 - 5   |               |  |
| Celta Vigo        | 1 - 4     | Córdoba             | 0 - 1  | 1 - 3   |               |  |
| Baskonia          | 0 - 3     | Real Murcia         | 0 - 0  | 0 - 3   |               |  |
| Recreativo Huelva | 2 - 2     | Sestao Sport        | 1 - 1  | 1 - 1   | 2 - 1         |  |
| Indautxu          | 6 - 3     | Real Jaén           | 6 - 0  | 0 - 3   |               |  |
| Levante           | 1 - 10    | Sporting Gijón      | 0 - 1  | 1 - 9   |               |  |
| Extremadura       | 3 - 3     | Leonesa             | 3 - 1  | 0 - 2   | 0 - 2         |  |
| Racing Santander  | 1 - 1     | San Fernando        | 1 - 1  | 0 - 0   | 1 - 1 / 1 - 2 |  |
| Terrassa          | 4 - 2     | Badajoz             | 4 - 0  | 0 - 2   |               |  |
| Racing Ferrol     | 4 - 1     | Tenerife            | 3 - 0  | 1 - 1   |               |  |
| Rayo Vallecano    | 5 - 8     | Ourense             | 2 - 3  | 3 - 5   |               |  |
| Maiorca           | 4 - 1     | CD Condal           | 3 - 0  | 1 - 1   |               |  |

## Sedicesimi di finale
|                     | Risultato |                 | Andata | Ritorno | Spareggio |  |
| ------------------- | --------- | --------------- | ------ | ------- | --------- |  |
| Real Madrid         | 4 - 1     | Barakaldo       | 3 - 0  | 1 - 1   |           |  |
| Barcellona          | 10 - 2    | Racing Ferrol   | 7 - 1  | 3 - 1   |           |  |
| Córdoba             | 7 - 3     | Real Saragozza  | 6 - 1  | 1 - 2   |           |  |
| Deportivo La Coruña | 3 - 7     | Athletic Bilbao | 3 - 2  | 0 - 5   |           |  |
| Ourense             | 3 - 2     | Espanyol        | 2 - 0  | 1 - 2   |           |  |
| Plus Ultra          | 2 - 4     | Real Betis      | 1 - 2  | 1 - 2   |           |  |
| Valencia            | 2 - 1     | Real Murcia     | 2 - 0  | 0 - 1   |           |  |
| Real Valladolid     | 2 - 3     | Maiorca         | 0 - 2  | 1 - 1   |           |  |
| Real Sociedad       | 7 - 2     | Indautxu        | 4 - 0  | 3 - 2   |           |  |
| Recreativo Huelva   | 3 - 2     | Granada         | 1 - 0  | 1 - 2   | 2 - 1     |  |
| Ceuta Sport         | 1 - 3     | Real Oviedo     | 0 - 0  | 1 - 3   |           |  |
| Elche               | 4 - 3     | San Fernando    | 4 - 2  | 0 - 1   |           |  |
| Las Palmas          | 0 - 2     | Leonesa         | 0 - 0  | 0 - 2   |           |  |
| Sabadell            | 0 - 5     | Atlético Madrid | 0 - 1  | 0 - 4   |           |  |
| Siviglia            | 1 - 3     | Sporting Gijón  | 1 - 0  | 0 - 3   |           |  |
| Terrassa            | 3 - 2     | Osasuna         | 3 - 1  | 0 - 1   |           |  |

## Ottavi di finale
|                | Risultato |                   | Andata | Ritorno | Spareggio |  |
| -------------- | --------- | ----------------- | ------ | ------- | --------- |  |
| Sporting Gijón | 3 - 2     | Recreativo Huelva | 2 - 0  | 1 - 2   |           |  |
| Real Madrid    | 9 - 0     | Leonesa           | 5 - 0  | 4 - 0   |           |  |
| Córdoba        | 3 - 8     | Atlético Madrid   | 1 - 3  | 2 - 5   |           |  |
| Elche          | 12 - 10   | Real Betis        | 4 - 4  | 2 - 2   | 6 - 4     |  |
| Valencia       | 4 - 1     | Real Oviedo       | 3 - 1  | 1 - 0   |           |  |
| Barcellona     | 6 - 3     | Terrassa          | 4 - 2  | 2 - 1   |           |  |
| Maiorca        | 3 - 1     | Real Sociedad     | 0 - 0  | 3 - 1   |           |  |
| Ourense        | 4 - 4     | Athletic Bilbao   | 3 - 1  | 1 - 3   | 1 - 2     |  |

## Quarti di finale
|             | Risultato |                 | Andata | Ritorno |  |
| ----------- | --------- | --------------- | ------ | ------- |  |
| Elche       | 2 - 0     | Maiorca         | 1 - 0  | 1 - 0   |  |
| Barcellona  | 3 - 4     | Athletic Bilbao | 3 - 1  | 0 - 3   |  |
| Valencia    | 1 - 5     | Atlético Madrid | 0 - 1  | 1 - 4   |  |
| Real Madrid | 13 - 1    | Sporting Gijón  | 8 - 0  | 5 - 1   |  |

## Semifinali
|                 | Risultato |             | Andata | Ritorno |  |
| --------------- | --------- | ----------- | ------ | ------- |  |
| Atlético Madrid | 9 - 2     | Elche       | 8 - 0  | 1 - 2   |  |
| Athletic Bilbao | 4 - 8     | Real Madrid | 3 - 0  | 1 - 8   |  |

## Finale
| Arbitro: | Félix Birigay |

|                                |           |            |
| Collar 51’ Jones 76’ Peiró 86’ | Marcatori | 20’ Puskas |

### Formazioni
| Atlético Madrid |    |                      |  |  |
|                 |    |                      |  |  |
|                 | 1  | Edgardo Madinabeytia |  |  |
|                 | 2  | Feliciano Rivilla    |  |  |
|                 | 3  | Alberto Callejo      |  |  |
|                 | 4  | Alvarito             |  |  |
|                 | 5  | Ramiro               |  |  |
|                 | 6  | Chuzo                |  |  |
|                 | 7  | Polo                 |  |  |
|                 | 8  | Adelardo             |  |  |
|                 | 9  | Miguel Jones         |  |  |
|                 | 10 | Joaquín Peiró        |  |  |
|                 | 11 | Enrique Collar (c)   |  |  |
| Allenatore:     |    |                      |  |  |
| José Villalonga |    |                      |  |  |

| Real Madrid  |    |                        |  |  |
|              |    |                        |  |  |
|              | 1  | Rogelio Domínguez      |  |  |
|              | 2  | Manuel Pantaleón       |  |  |
|              | 3  | José Santamaría        |  |  |
|              | 4  | Miche                  |  |  |
|              | 5  | José María Vidal       |  |  |
|              | 6  | José María Zárraga (c) |  |  |
|              | 7  | Jesús Herrera Alonso   |  |  |
|              | 8  | Luis Del Sol           |  |  |
|              | 9  | Alfredo Di Stéfano     |  |  |
|              | 10 | Ferenc Puskás          |  |  |
|              | 11 | Francisco Gento        |  |  |
| Allenatore:  |    |                        |  |  |
| Miguel Muñoz |    |                        |  |  |